# Unité d'exécution
En génie informatique, une unité d'exécution ou UE (en anglais, E-unit or EU) est une partie d'une unité centrale (CPU) ou d'un processeur graphique (GPU) qui effectue les opérations et les calculs demandés par l'unité d'instruction (en). Elle peut avoir sa propre unité de contrôle interne (à ne pas confondre avec l'unité de contrôle principale du CPU), des registres, et d'autres unités internes telles qu'une unité arithmétique et logique (ALU), une unité de génération d'adresses (en) (AGU), une unité de calcul en virgule flottante (FPU), une unité load-store, une unité de gestion des branchements ou d'autres composants plus petits et plus spécifiques.
Les CPU modernes ont fréquemment plusieurs unités fonctionnelles parallèles au sein de leurs unités d'exécution, ce qui correspond à une architecture superscalaire. L'implémentation la plus simple est d'avoir une seule unité de gestion du bus pour gérer l'interface mémoire, les autres unités réalisant les calculs. De plus, les unités d'exécution des CPU modernes sont souvent pipelinées.